# NK Kovinar Maribor
NK Kovinar bivši je nogometni klub iz Maribora, Podravska regija, Republika Slovenija.  

## O klubu
Kovinar Maribor osnovan je 25. svibnja 1947. i nalazio se u naselju Tezno u Mariboru. Tijekom ekonomskog procvata u Mariboru nakon Drugog svjetskog rata, klub su financijski podupirali lokalna strojarska tvrtka Metalna Maribor i proizvođač vozila TAM, oba sa sjedištem u Teznom. Od kraja Drugog svjetskog rata 1945. do osamostaljenja Slovenije 1991., Kovinar je ukupno proveo 18 godina u Slovenskoj republičkoj nogometnoj ligi.
Godine 1961. pomogli su novoosnovanom NK Maribor ustupivši mu neke igrače i sportsku opremu. Nakon afere podmićivanja, kada je NK Maribor ispao u treću jugoslavensku ligu, a klub su napustili brojni strani igrači, Kovinar im je ponovno pomogao davanjem nogometaša. Za razliku od drugih velikih klubova u gradu, naime NK Maribor i Železničar Maribor, Kovinar nikada nije igrao u slovenskoj prvoj ligi nakon osamostaljenja Slovenije; najviša razina koju su dosegli bila je druga liga tijekom sezone 1991./92. Klub je raspušten u lipnju 2006. zbog financijskih problema. U kolovozu 2006. osnovan je novi klub pod imenom NK Tezno Maribor.
Zlatko Zahovič, koji se smatra jednim od najboljih slovenskih nogometaša svih vremena, bio je član mlađih selekcija kluba krajem 1980-ih, prije nego što je prešao u Partizan iz Beograda.

## Stadion
Kovinar Maribor svoje je domaće utakmice igrao na Igrišču NK Kovinar. Stadion može primiti 200 gledatelja, dok je ukupni kapacitet oko 1000 (uključujući i stajaća mjesta).
Stadion je nekoć bio značajno mjesto motociklističkog spidveja i domaćin mnogih važnih događaja u organizaciji AMD TAM Maribor. To uključuje kvalifikacijske runde Svjetskog ekipnog kupa u spidveju 1969., 1971. i 1973., polufinale Svjetskog prvenstva u spidveju u parovima 1970. i 1975. i kvalifikacije za Svjetsko prvenstvo u spidveju 1967. i 1972.

## Unutarnje poveznice
- NK Maribor
- NK Branik Maribor
- NK Železničar Maribor
- Maribor